# Di tản chiến thuật
Di tản chiến thuật là thuật ngữ thường được Quân lực Việt Nam Cộng hòa sử dụng để mô tả việc rút lui quân sự của họ. Đây là hành động đưa lính và vật tư ra khỏi vùng hoặc khu vực đồn trú mà họ không thể giữ trước sự tấn công của quân đối phương.

## Từ ngữ
"Di tản chiến thuật" theo nghĩa cũ được dùng từ trước đó có nghĩa là thất trận, thảm bại. Cụm từ cũng được dùng trong tài liệu sử năm 1974 ở miền Nam, viết về việc Pháp xâm lăng nước Nam năm 1860, trong đó mô tả "di tản chiến thuật" là hành động có trật tự, các sở quân sự được phá và đốt hết, quân nhu quân dụng đều được mang đi. Trong tài liệu Thông cảm xuất bản năm 1969, Quân lực Việt Nam Cộng hòa lý giải họ "di tản chiến thuật" ra khỏi khu vực có địch, sau đó các đơn vị hỏa lực lớn như pháo hạm sẽ pháo kích vào hủy diệt các vị trí có địch. Theo đánh giá của quân Giải phóng, "di tản chiến thuật" được xem là một quy luật hoạt động gắn với chiến thuật phòng ngự cơ động của quân đội Việt Nam Cộng hòa. Cụm từ nay cũng thường gắn liền với cụm từ khác là "tái phối trí" lực lượng.

## Lịch sử
Trong trận Hạ Lào diễn ra năm 1971, vào ngày 24 tháng 2, Quân lực Việt Nam Cộng hòa trước sức tiến công dữ dội của phía quân Giải phóng, họ đã "di tản chiến thuật".
Sau cuộc chiến đấu trên đường số 13 vào năm 1972, các tướng Việt Nam Cộng hòa tuyên bố rằng thời kỳ di tản chiến thuật của họ đã chấm dứt, họ sẽ bắt đầu phản công. Đồng thời đưa ra lập trường kiên quyết giữ đất, không để rơi vào tay cộng sản, tức quân Giải phóng Miền Nam.
Tháng 3 năm 1975, Buôn Mê Thuột bị tấn công, Quân lực Việt Nam Cộng hòa triển khai đến nhưng việc tái chiếm thất bại. Ngày 14 tháng 3, họ chuyển sang phương án "di tản chiến thuật" rút bỏ Tây Nguyên để bảo toàn lực lượng về phòng ngự Duyên hải Nam Trung Phần. Hậu quả của "di tản chiến thuật" không chỉ là sự rút lui của binh lính, người dân cũng rơi vào hoảng loạn và bắt đầu chạy. Cuộc di tản chiến thuật này được đánh giá là tránh mang tiếng tháo chạy.
Đối mặt với việc đánh mất Tây Nguyên đầu năm 1975, tổng thống Nguyễn Văn Thiệu không sử dụng từ "rút lui" mà ông sử dụng "di tản chiến thuật"; nhưng có lẽ là cuộc di tản chiến thuật quy mô lớn đến mức mất một nửa miền Nam Việt Nam.
Một nguồn sử liệu chỉ ra rằng ban đầu Việt Nam Cộng hòa sử dụng cụm từ "rút lui chiến lược" đến đầu năm 1975 họ mới thay bằng cụm từ "di tản chiến thuật". Truyền thông của phe cách mạng đã mỉa mai bằng một bài báo vào tháng 4 năm 1975 với tiêu đề "Di tản chiến thuật" hay "sụp đổ chiến lược"? đăng trên Báo Nhân dân, số 7640.
Những tháng đầu năm 1975, chiến tranh Việt Nam đi đến hồi kết, các cụm từ "di tản chiến thuật" hay "di tản" sử dụng nhiều hơn. Vào tháng 4 Mỹ bắt đầu di tản người của họ khỏi Việt Nam, trong đó cũng di tản một phần nhân sự Việt Nam Cộng hòa theo họ. Nam Việt Nam sụp đổ, chiến dịch Gió lốc là cuộc di tản cuối cùng của quân đội Mỹ tại Việt Nam và chiến trường Đông Dương nói chung.

## Chỉ trích
Di tản chiến thuật bị chế giễu là việc không đánh mà chỉ bỏ chạy. Năm 1973, một ấn bản Công báo của Quốc hội Việt Nam Cộng hòa đã chỉ trích quân đội, trong khi quân cộng sản tấn công dồn dập xuống phía nam thì Quân lực Việt Nam Cộng hòa liên tục rút lui với danh từ "di tản chiến thuật"; đi kèm đó là việc dối lừa trên truyền thông rằng quân địch (quân cộng sản) đang bị đánh bại liên tục. Họ chỉ không phải dùng đến cụm từ này khi họ đánh thắng trận, chẳng hạn như việc chiến thắng tại An Lộc.
Tướng Việt Nam Cộng hòa bị chỉ trích thấy nguy hiểm là bỏ lính để chạy. Theo đánh giá trái chiều thì phía bên quân Giải phóng cũng có tình trạng "di tản chiến thuật", họ cũng sẵn sàng bỏ chạy khi việc chiến đấu không thuận lợi.

## Sử dụng hiện nay
Đến nay, thuật ngữ vẫn còn được sử dụng trong các bài viết cá nhân của các cựu binh hay các nhà hoạt động chính trị của Việt Nam Cộng hòa cũ tại hải ngoại. Cụm từ cũng được báo chí sử dụng trong lĩnh vực kinh doanh, như việc mô tả Yahoo "di tản chiến thuật" từ Yahoo 360 sang Yahoo 360 plus vào năm 2009. Năm 2021, trong cuộc phòng chống COVID-19, cụm từ được báo chí Việt Nam sử dụng để chỉ tình trạng cấm phụ huynh tụ tập trước cổng trường đưa rước học sinh, tuân thủ giãn cách xã hội. Báo Sài Gòn nhỏ trong cùng năm tại Mỹ cũng có bài viết về 50 dân biểu Dân Chủ của Hạ viện Texas "di tản chiến thuật" đến thủ đô Hoa Kỳ khiến một cuộc dự họp không đủ 2/3 số phiếu do đó một dự luật không thể thông qua.
Năm 2022, BBC có một bài báo tiêu đề 30/04: So sánh VNCH với Afghanistan và Ukraine ngày nay đăng tải ngày 27 tháng 4 trong đó có nhắc lại cụm từ "di tản chiến thuật".

### Sách
- Công báo Việt Nam Cộng Hòa (1973). Công báo Việt Nam Cộng Hoà, ấn bản Quốc hội (Hạ Nghị Viện), Tập 7. Phủ Thủ-Tướng (Sở Công-báo và Văn-khố).
- Đào Đăng Vỹ (1974). Nguyễn-Tri-Phương. Bộ Văn-Hóa Giáo-Dục và Thanh-Niên (VNCH).
- Hội đồng chỉ đạo biên soạn lịch sử Nam Bộ kháng chiến (2010). Lịch sử Nam bộ kháng chiến, Tập 2. Nhà xuất bản Chính trị quốc gia.
- Hội liên hiệp phụ nữ tỉnh Trà Vinh (2010). Lịch sử đấu tranh cách mạng của phụ nữ tỉnh Trà Vinh (1930-1975). Nhà xuất bản Chính trị quốc gia.
- Lê Huy Toản, Lê Kim (1990). Lịch sử trung đoàn 36. Cục chính trị Quân Đoàn I.
- Nam Hà (2005). Cuộc chiến đấu trên đường 13. Nhà xuất bản Công an nhân dân.
- Nguyễn Văn Hoa, Phạm Hồng Việt (1997). Hiểu thêm lịch sử qua các hồi kí, kí sự, tùy bút. Nhà xuất bản Giáo dục.
- Phạm Huấn (1987). Cuộc triệt thoái Cao Nguyên, 1975. Phạm Huấn.
- Phạm Huấn (1990). Trận Hạ Lào, 1971. Phạm Huấn.
- Tô Huy Rứa (2010). Lịch sử Nam bộ kháng chiến, Tập 2. Nhà xuất bản Chính trị quốc gia.
- Trần Trung Quân (1984). Trong lòng địch. Tủ sách Thương Mại Việt Nam.
- Trần Yến Hoa (2004). Mẫu hệ. Nhà xuất bản Thế kỷ.
- United States. Military Assistance Command (1969). Thông cảm [Các tập 1 – 4]. Quân-lực Hoa-Kỳ.